# Chance
«Chance» es una canción interpretada por el cantante y rapero argentino Paulo Londra. La canción fue publicada el 6 de abril de 2022, a través de Warner Music Latina como el segundo sencillo de su segundo álbum de estudio Back to the Game (2022). Fue coescrita y producida por Federico Vindver.

## Antecedentes y composición
El 4 de abril de 2022 y a dos semanas de la salida de «Plan A», Londra de manera sorpresiva publicó un video en su cuenta de Instagram anunciando el lanzamiento de una nueva canción, expresando «hay chance de que se saque un temita en unos días» y con ello una placa negra al final que indicaba que la fecha de estreno sería el 6 de abril. Al día siguiente, Paulo confirmó que el título de la canción era «Chance» y lanzó como adelanto un teaser del vídeo musical.
«Chance» es una balada romántica, R&B latino y una canción pop con elementos del trap latino. Fue escrita por Londra con Federico Vindver, quien también la produjo. La letra de la canción trata sobre una historia de amor a primera vista, donde el hombre queda cautivado por la belleza de la mujer que no conoce, pero quiere confesarle su amor y pedirle una oportunidad.

## Desempeño comercial
En Argentina, «Chance» debutó en el puesto número 4 del Billboard Argentina Hot 100, convirtiéndose en la canción con el mejor debut de la semana para un artista en la lista.

## Video musical
El video musical del sencillo fue dirigido por Facundo Ballve, donde la temática está ambientada en un típico bar rutero, en el cual hay una mesa de pool, una rocola y un pequeño escenario en el que el cantante interpreta la canción para un público reducido; y a su vez narra una breve historia amor entre una joven que aparece en el bar (interpretada por la modelo Micaela Etcheverry) y genera la atracción del artista. El video, en menos de 24 horas, logró acumular más de 8 millones de visualizaciones, lo que le valió el puesto número 1 en el ranking de tendencias de música en YouTube.

## Posicionamiento en las listas
| Listas (2022)                 | Mejor posición |
| ----------------------------- | -------------- |
| Argentina (CAPIF)             | 3              |
| Argentina (Monitor Latino)    | 13             |
| Argentina Hot 100 (Billboard) | 4              |
| Bolivia (Monitor Latino)      | 4              |
| Bolivia (Billboard)           | 8              |
| Ecuador (Billboard)           | 11             |
| España (PROMUSICAE)           | 39             |
| Global 200 (Billboard)        | 93             |
| Global Excl. US (Billboard)   | 47             |
| Paraguay (Monitor Latino)     | 11             |
| Perú (Billboard)              | 10             |

| Listas (2022)  | Mejor posición |
| -------------- | -------------- |
| Paraguay (SGP) | 17             |
| Uruguay (CUD)  | 16             |

| Listas (2022)             | Mejor posición |
| ------------------------- | -------------- |
| Paraguay (Monitor Latino) | 68             |

## Créditos y personal
Adaptados desde Jaxsta.

### Producción
- Paulo Londra: voz y composición.
- Federico Vindver: composición, productor, batería, bajo, guitarra y teclado.

### Técnico
- Federico Vindver: programación e ingeniero de grabación.
- Patrizio «Teezio» Pigliapoco: ingeniero de mezcla.
- Ignacio Portales: asistente de mezcla.
- Dale Becker: maestro de grabación.
- Connor Hedge: asistente de maestro de grabación.
- Noah McCorkle: asistente de maestro de grabación.

## Historial de lanzamientos
| Región | Fecha              | Formato(s)                 | Discográfica        | Ref.   |
| ------ | ------------------ | -------------------------- | ------------------- | ------ |
| Varios | 6 de abril de 2022 | Descarga digital streaming | Warner Music Latina | [ 24 ] |